# Bulbani (monument al naturii)
Bulbani (în ucraineană Бульбони) este un monument al naturii de tip carstic de importanță locală din raionul Hotin, regiunea Cernăuți (Ucraina), situat lângă satele Capilauca și Darabani.
Suprafața ariei protejate constituie 39 de hectare și a fost înființată în anul 2001 prin decizia consiliului regional. Statutul a fost acordat pentru protejarea văii pitorești a a pârâului Capilauca cu cascade și formațiuni carstice și speologice valoroase.